# Canetellia beauchampi
Canetellia beauchampi är en plattmaskart som beskrevs av Ax 1956. Canetellia beauchampi ingår i släktet Canetellia, och familjen Provorticidae. Arten är reproducerande i Sverige.